# Нижние Подгоричи
Нижние Подгоричи — деревня в Перемышльском районе Калужской области России. Входит в сельское поселение «Деревня Сильково».

## География
Расположена у берега озера Тороповское и реки Ока.

## История
Относилась к Рыченской волости.
Деревня уже существовала в 1792 году (указана на планах генерального межевания Перемышльского уезда Калужской губернии)

## Население
| 2002 | 2010 |
| ---- | ---- |
| 21   | ↘20  |

## Инфраструктура
В деревне находится заброшенный кирпичный храм Николая Чудотворца. Построен в 1907—1909 годах на средства купца К. Я. Иванова. Закрыт в 1935 году.
При въезде в деревню расположено кладбище.
Деревня электрифицирована.
Нижние Подгоричи и окрестности (включая г. Перемышль) являются местом съёмок телесериала «Жуки».

## Транспорт
Находится деревня в 2 км от шоссе, ближайшая остановка общественного транспорта (автобус) находится в деревне Сильково. От шоссе к Н. Подгоричам ведет дорога, покрытая щебнем.

## Известность
К деревне пришла известность благодаря съёмкам телесериала «Жуки», к чему неоднозначно относятся местные жители.